# 點白鮭
點白鮭為白鮭屬的一種溫帶淡水魚，被IUCN列為瀕危保育類動物，分布於英國湖區的湖泊中，體長可達32公分，棲息在湖泊底中層開放水域，以甲殼類及昆蟲為食。

## 扩展阅读
維基物種上的相關：點白鮭